# Nasuella meridensis
Gấu mèo mõm lợn núi phương Đông hoặc gấu mèo mõm lợn lùn phương Đông (Nasuella meridensis) là một họ Gấu mèo nhỏ được tìm thấy trong rừng sương mù và páramo ở độ cao 2.000–4.000 m ở Andes phía tây Venezuela. Cho đến năm 2009, nó thường được coi là một phân loài của gấu mèo mõm lợn núi phương Tây, nhưng gấu mèo mõm lợn núi phương Đông về tổng thể nhỏ hơn, trung bình có phần đuôi ngắn hơn, có răng nhỏ hơn rõ rệt, bộ phận màu nâu ô liu nhạt hơn và thường có màu sẫm ở giữa sọc lưng trên lưng (so với lông tơ hoặc hơi đen hơn, và thường không có sọc ở giữa lưng sẫm màu ở gấu mèo mõm lợn núi phương Tây). Khi cả hai được kết hợp với nhau, chúng được IUCN đánh giá là thiếu dữ liệu, nhưng sau sự phân chia, gấu mèo mõm lợn núi phương Đông được coi là loài nguy cấp.